# フィリップ・ド・フランス (1116-1131)
フィリップ・ド・フランス（Philippe de France, 1116年8月29日 - 1131年10月13日）は、フランス王ルイ6世と王妃アデル・ド・サヴォワの長男。ルイ7世の兄。
カペー朝初期のならいで、1129年に父の共同国王としてランスで戴冠した。しかし2年後の1131年、乗馬中にパリのグレーヴ広場で放し飼いの雌豚（あるいはイノシシ）に追突され、落馬事故によって15歳で早世した。代わって次男ルイ7世が共同国王に立てられ、1137年に単独の国王となった。